# Enns
Enns è un comune austriaco di 11 738 abitanti nel distretto di Linz-Land, in Alta Austria; ha lo status di città (Stadt).

## Geografia fisica
La città è situata sulla confluenza del fiume Enns e del Danubio.

## Storia
Enns è la città più antica d'Austria, i primi insediamenti risalgono al 4 500 a.C. I Romani la ribattezzarono "Lauriaco" e vi costruirono una fortezza legionaria sotto l'imperatore Commodo al termine delle guerre marcomanniche (dove insediarono la legio II Italica). La nuova città divenne capitale della provincia del Norico, quindi suo centro amministrativo a partire dall'imperatore Caracalla.
Sotto i Babenberg Enns raggiunse sempre più importanza e nel 1212 ricevette il titolo di città dal duca Leopoldo VI. II documento originale indica Enns come città più antica d'Austria. Enns  è conosciuta per essere il luogo dove Lev Tolstoj, in Guerra e Pace, descrive l'attacco dell'esercito russo, guidato dal generale Michail Illarionovič Kutuzov all'armata napoleonica nei pressi del fiume Enns.

## Monumenti e luoghi d'interesse
- La Torre civica (Stadtturm), costruita nel 1568 e alta circa 60 m, è l'emblema della città.
- La basilica di San Lorenzo (Basilika Enns-Lorch) ospita reperti come un tempio romano e una chiesa paleocristiano-carolingia; la cripta ha una pietra consacrata. Nella basilica si trovano i due quadri a olio più grandi d'Austria: Vescovi di Lorch e Santi della città di Enns.
- La chiesa parrocchiale della Madonna della Neve (Pfarrkirche Enns-St. Marien) è una delle chiese più antiche dell'ordine dei frati questuanti d'Austria (1276) con cappella neogotica chiamata Wallseerkapelle (1343).
- Il Museum Lauriacum (ex municipio) mostra pezzi romani di rilievo, tra i quali l'unico affresco di soffitto romano preservato in Austria: Amore e Psiche. Vi è inoltre una collezione preistorica e folclorica.
- Il castello Ennsegg (Schloss Ennsegg), costruito nel 1570 per la famiglia Weissenwolff con sale affrescate da Carpoforo Tencalla e con grande cortile ad arcate, alloggia la scuola regionale di musica e l'ufficio anagrafico e ospita manifestazioni all'aperto, concerti ed esposizioni.